# Пянтешин, Михаил Карпович
Михаил Карпович Пянтешин (1741—1792) — российский общественный деятель, градоначальник Петрозаводска, купец.

## Биография
Выходец из крестьян д. Большаковщина (Большой двор) Остречинской волости .
Занимался судоходным промыслом, владел озёрными и речными судами, выполнял подряды по перевозке продукции Александровского пушечного завода.
Избран городским головой Петрозаводска 19 мая 1783 года. В период нахождения М. К. Пянтешина в должности головы, Петрозаводск был возведён в ранг уездного города, административного центра вновь образованной Олонецкой губернии. Город был избран местом пребывания генерал-губернатора Архангельской и Олонецкой губернии Т. И. Тутолмина и первого гражданского губернатора Олонецкой губернии Г. Р. Державина.
В качестве городского головы М. К. Пянтешин организовывал обустройство в городе губернских и уездных учреждений. Руководил организацией первых в истории Петрозаводска (как губернского центра) выборов в органы местного самоуправления.
Пост головы оставил после перевыборов, состоявшихся 10 декабря 1784 года.

## Семья
Жена — Елизавета Борисовна, уроженка д. Маляновская Остречинского уезда. После смерти М. К. Пянтешина, Елизавета Борисовна с детьми переехала в Санкт-Петербург.